# Международный конкурс скрипачей имени Леопольда Ауэра

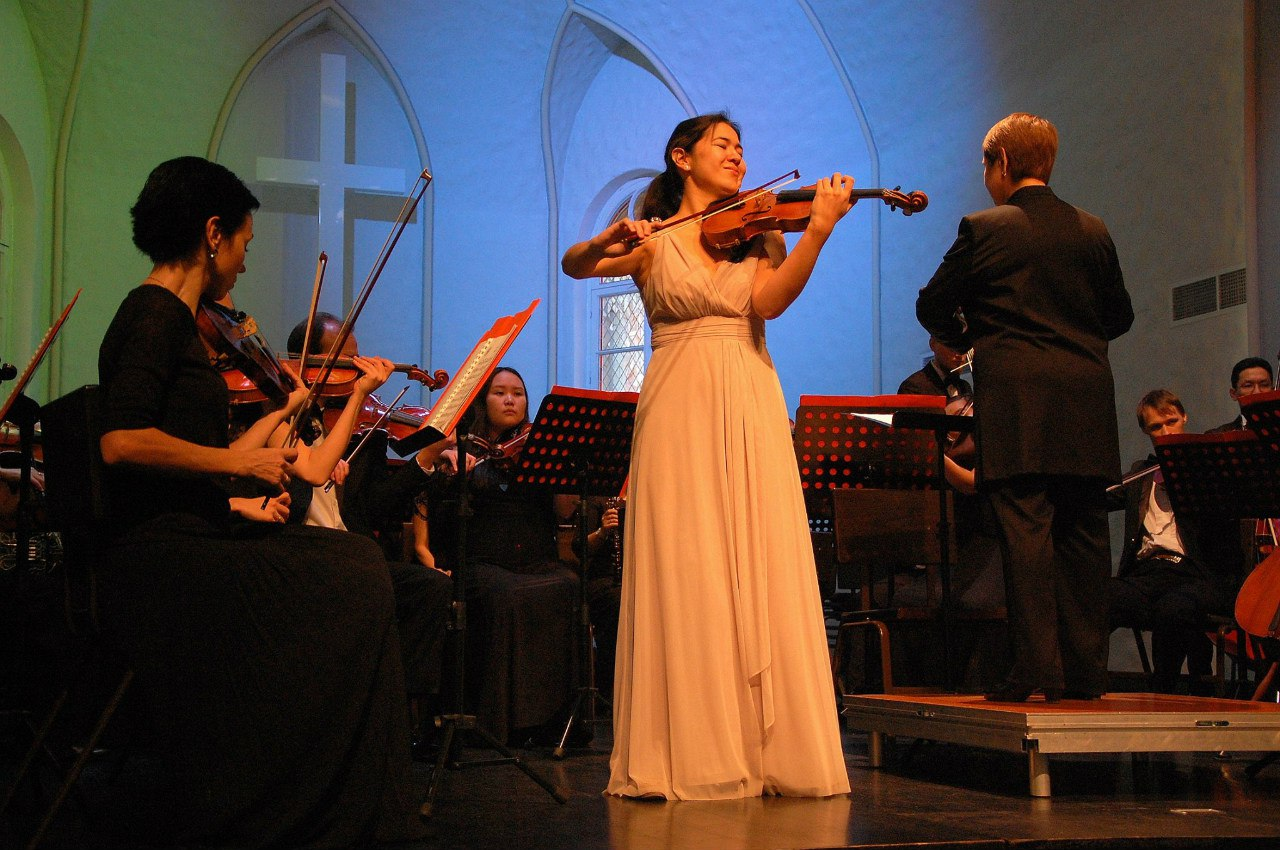
Прослушивание конкурсантов на Международном конкурсе скрипачей и квартетов им. Л.Ауэра

Международный конкурс скрипачей имени Леопольда Ауэра — ежегодный конкурс молодых скрипачей. Первый конкурс прошёл в Санкт-Петербурге в 1908 году. Возобновлён в 2014 году.

## История
Впервые конкурс скрипачей имени Л. Ауэра состоялся ещё при жизни маэстро в 1908 году. Затем была более чем столетняя пауза.
Идея пришла во время празднования 40-летнего юбилея деятельности профессора в Петербургской Консерватории. Тогда главную премию получил М. Пиастро.
Учитывая заслуги Леопольда Ауэра перед мировой музыкальной культурой, спустя столетие в Петербурге решили продолжить традицию.
В 2014 году группа единомышленников совместно с АНО «Русский фестиваль» решили увековечить заслуги музыканта и педагога перед мировой культурой и анонсировали «II Международный конкурс скрипачей и квартетов имени Леопольда Ауэра».

## Название
Конкурс носит имя основателя «Русской скрипичной школы» Леопольда Семёновича Ауэра. Знаменитый скрипач и педагог прожил в Санкт-Петербурге 49 лет и воспитал сотни величайших скрипачей, среди которых К. Горский, М. Полякин, Я. Хейфец, Е. Цимбалист, М. Эльман, И. Ахрон, Д. Бертье, Ц. Ганзен и другие.
Леопольду Ауэру посвящали свои произведения А.Рубинштейн, А.Глазунов, П.Чайковский, П.Сарасате, А.Танеев и другие.

## Конкурсы

### 2015
Приняли участие более 50 скрипачей из 13 стран мира.

### 2016
В 2016 году конкурс посвящён 125-летию со дня рождения Сергея Прокофьева и будет проходить с 15 по 23 октября в Санкт-Петербурге. Количество отобранных участников — 74 музыканта из России, Австрии, Швейцарии, Франции, Австралии, Украины, Болгарии, Грузии, Греции, Р.Корея, Р.Казахстан, Р.Беларусь.
Состав жюри: Иври Гитлис, Алла Арановская, з.а. России Левон Амбарцумян, Алехандро Драго, з.а. России Андрей Догадин, з.а. России Илья Иофф, Леонид Кербель, Лидия Коваленко, Нина Никитина, Томас Чан-ю Чен.
2017
Это год стал для конкурса юбилейным. V Международный конкурс скрипачей им. л. Ауэра был богат на события — Михаил Безверхний сыграл для гостей конкурса на торжественном открытии, а также провел бесплатный мастер класс для всех желающих петербуржцев. В рамках конкурса прошли и благотворительные концерты.
Жюри 2017
Председатель жюри: Михаил Безверхний
Члены жюри: Граф Муржа, Алла Арановская, Алехандро Драго, Андрей Догадин, Нина Никитина и Анна Орехова.
2018
В 2018 году конкурс посвящён 150-летию начала педагогической деятельности Леопольда Ауэра в России. Большую часть жизни он посвятил Петербургской консерватории, но его Родиной был старинный венгерский городок — Веспрем. Сегодня этот город славит современный скрипач-виртуоз — Петер Ковач. Именно ему выпала честь возглавить судейскую коллегию в этом году.
Также в рамках VI конкурса будут состязаться не только скрипачи, но и скрипичные мастера. Выбирать лучший образец современного инструмента приедет ведущий эксперт в мире — Жан Жак Рампаль и его ассистент Джонатан Мароль. 
Жюри 2018:
Председатель жюри: Петер Ковач
Члены жюри: Алла Арановская, Граф Муржа, Алексей Лукирский, Даниил Австрих, Алексей Семененко, Чан-Ю Чен, Нина Никитина.